# Zavrh, Nikšić
Zavrh este un sat din comuna Nikšić, Muntenegru. Conform datelor de la recensământul din 2003, localitatea are 105 locuitori (la recensământul din 1991 erau 117 locuitori).

## Demografie
În satul Zavrh locuiesc 83 de persoane adulte, iar vârsta medie a populației este de 39,2 de ani (38,0 la bărbați și 40,5 la femei). În localitate sunt 29 de gospodării, iar numărul mediu de membri în gospodărie este de 3,62.
Populația localității este foarte eterogenă.
|  |

| Demografie | Demografie | Demografie |
| An         | Locuitori  | Locuitori  |
| ---------- | ---------- | ---------- |
|            |            |            |
|            |            |            |
|            |            |            |
|            |            |            |
| 1948       | 122        |            |
| 1953       | 87         |            |
| 1961       | 75         |            |
| 1971       | 145        |            |
| 1981       | 142        |            |
| 1991       | 117        | 117        |
| 2003       | 106        | 105        |

| \| Componența etnică conform recensământului din 2003[2] \| Componența etnică conform recensământului din 2003[2] \| Componența etnică conform recensământului din 2003[2] \| Componența etnică conform recensământului din 2003[2] \| Componența etnică conform recensământului din 2003[2] \| \| ----------------------------------------------------- \| ----------------------------------------------------- \| ----------------------------------------------------- \| ----------------------------------------------------- \| ----------------------------------------------------- \| \| \| \| \| \| \| \| Muntenegreni \| Muntenegreni \| \| 61 \| 58,09% \| \| Sârbi \| Sârbi \| \| 31 \| 29,52% \| \| Iugoslavi \| Iugoslavi \| \| 1 \| 0,95% \| \| necunoscută \| necunoscută \| \| 0 \| 0% \| |              |  |    |        |
| Componența etnică conform recensământului din 2003 |              |  |    |        |
| |              |  |    |        |
| Muntenegreni | Muntenegreni |  | 61 | 58,09% |
| Sârbi | Sârbi        |  | 31 | 29,52% |
| Iugoslavi | Iugoslavi    |  | 1  | 0,95%  |
| necunoscută | necunoscută  |  | 0  | 0%     |